# Focus (magazyn polityczny)
Focus – niemiecki magazyn informacyjny.

## Zawartość
Pismo zawiera artykuły na tematy polityczne, gospodarcze, ekonomiczne oraz naukowe. Wydawane jest od 18 stycznia 1993 roku, pierwszymi wydawcami byli Hubert Burda i Helmut Markwort. W styczniu 2004 roku, średnia sprzedaż magazynu wynosiła 798 406 egz. Obecnie jedno wydanie „Focusa” czyta blisko 6 milionów osób. Obecnie magazyn wydawany jest przez wydawnictwo Hubert Burda Media z siedzibą w Monachium.

## Kalendarium
- 18 stycznia 1993 – pierwsze wydanie „Focusa”
- 18 stycznia 1996 – powstanie internetowego wydania magazynu „Focus”
- 4 marca 1996 – powstanie stacji telewizyjnej TV Focus
- 30 marca 2000 – powstanie wyłącznie ekonomicznego magazynu „Focus Money”
- 14 kwietnia 2000 – powstanie internetowego wydania magazynu „Focus Money”